# ATA Timber

ATA Timber är en svensk skogsindustrikoncern med verksamhet koncentrerad till södra Sverige. 

## Historik
Tage Andersson grundade ATA Timber 1945 på gården Hökaboda i Alvesta kommun genom att installera en enkel cirkelsåg. År 1959 flyttades sågverket till närbelägna Åboda by. Det totalförstördes i en brand 1968 och återuppbyggdes 1969–1970. Tage Andersson tog tidigt upp sågning med dubbla klingor, vilket gjorde sågningen mindre personalkrävande. Under 1970-talet förvärvades Ernst Hallrups sågverk (före detta AG Johansson) i Moheda, inklusive tidigare Prästkvarns Industri. I slutet på 1970-talet installerade ATA Timber såglinjer med reducerteknik.
År 1985 inköptes sågverket i Eneryda, och 1987 utökades verksamheten med pappersmassatillverkning genom förvärv av Munksjö AB:s tidigare sulfatmassafabrik i Vaggeryd, som avvecklades under 1990-talet, men där en CTMP-massaproduktionslinje installerades (med namnet Waggeryd Cell).
Under 1990-talet och 2000-talet byggdes flera av ATA Timbers anläggningar ut. Widtsköfle Sågverk och Värendskog AB förvärvades i början av 2010-talet. År 2016 expanderade ATA Timber genom förvärv av sågverken i Rörvik och Sandsjöfors från Rörvik Timber.

## Verksamhet
ATA-gruppen omfattar sex sågverk, ett skogsinköpsbolag och ett BCTMP-bruk för avsalumassa. Därutöver förvaltar koncernen ett antal skogsfastigheter. Flisbehover om ca 1,3 miljoner m3 till Vaggeryd Cell kommer i huvudsak från gruppens egna sågverk. Varje år planterar ATA Timber ca 3 miljoner plantor. Produktionen av sågade varor uppgår till cirka 500 000 m3 per år och produktion av BCTMP-massa är cirka 225 000 ton per år. För produktionen disponerar gruppen sju såglinjer, åtta hyvellinjer, sju vandringstorkar, 36 kammartorkar, och ett massabruk. Av den sågade produktionen går omkring 85 procent på export. Av BCTMP-massan exporteras omkring 70 procent.

## Produktionsorter
- Åboda
- Moheda
- Eneryda
- Vittskövle
- Rörvik
- Sandsjöfors
- Vaggeryd (massabruket Waggeryd Cell)